# Cesário Verde
Cesário Verde (ur. 1855, zm. 1886) – poeta portugalski.

## Życiorys
José Joaquim Cesário Verde urodził się 25 lutego 1855 roku w Lizbonie. Pochodził z klasy średniej. Studiował na uniwersytecie w Lizbonie, ale nie uzyskał stopnia naukowego. Zmarł w Lizbonie 18 lipca 1886 roku.

## Twórczość
Wiersze poety zostały zebrane i wydane wkrótce po jego śmierci przez jego przyjaciela, krytyka literackiego Antónia da Silva Pinto. Edycja O livro de Cesário Verde 1873–1886 ukazała się w 1887 roku. Lirykę Cesária Verdego uznaje się za jedno z najważniejszych zjawisk poezji portugalskiej drugiej połowy XIX wieku. Poeta odnowił jej język, sięgając do mowy potocznej. Pozostał jednak twórcą w dużym stopniu nieznanym, przyćmionym przez znakomitych następców jak Camilo Pessanha czy Fernando Pessoa. Poeta posługiwał się aleksandrynem.
Uchodzi za parnasistę.